# Tribunale internazionale del diritto del mare

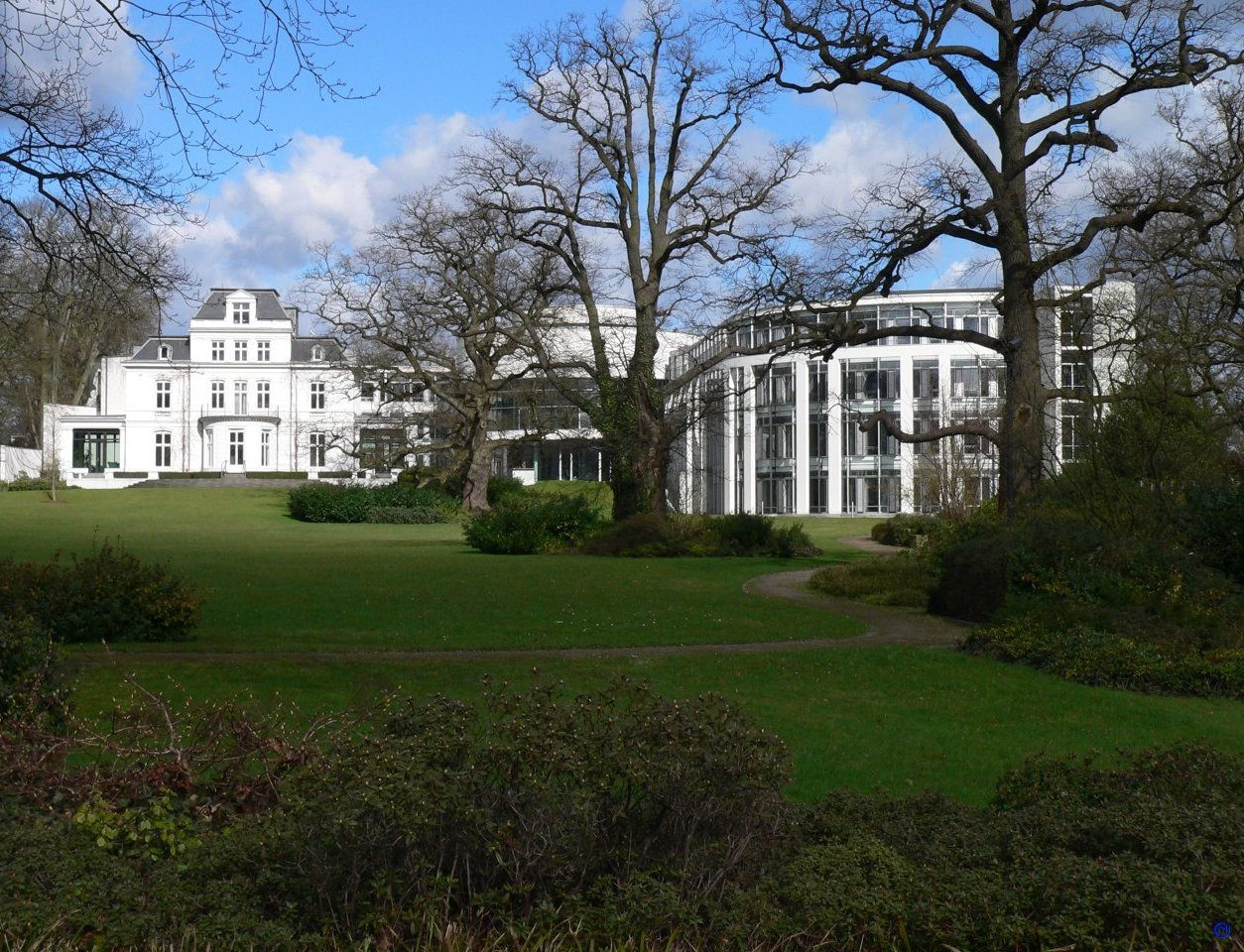
Sede dell'ITLOS.

Il Tribunale internazionale del diritto del mare (abbr. TIDM) è un organo indipendente delle Nazioni Unite, con sede ad Amburgo, creato con la III Convenzione internazionale sulla legge del mare che si tenne a Montego Bay, in Giamaica, il 10 dicembre 1982.
Il 17 dicembre 1996 gli è stato riconosciuto lo status di osservatore dell'Assemblea generale delle Nazioni Unite.

## Funzioni
Il TIDM è chiamato a dirimere i contenziosi tra le 149 nazioni aderenti riguardo ai requisiti di sicurezza delle navi, i diritti di pesca nelle acque internazionali, la divisione delle acque territoriali nazionali e i divieti di pesca delle specie marine protette dalle convenzioni internazionali.

## Composizione
Il tribunale, composto da 21 giudici scelti in base alla preparazione sulla materia, è formato da tre camere:
- camera giudicante le procedure generali
- camera giudicante le cause tra i pescatori
- camera giudicante i processi concernenti le cause riguardo alla protezione dell'ambiente marino.

Vi è una quarta camera, istituita a seguito di una richiesta congiunta mossa dal Cile e dall'Unione europea, per la "Conservazione e la pesca sostenibile dei pesci spada nel sud-est dell'Oceano Pacifico".

### Presidenti
- Thomas Mensah (1996 - 1999)
- P. Chandrasekhara Rao (1999 - 2002)
- L. Dolliver M. Nelson (2002 - 2005)
- Rüdiger Wolfrum (2005 - 2008)
- José Luis Jesus (2008 - 2011)
- Shunji Yanai (2011 - 2014)
- Vladimir Vladimirovič Golicyn (2014 - 2017)
- Jin-Hyun Paik (2017 - 2020)
- Albert J. Hoffmann (2020 - 2023)
- Tomas Heidar (2023 - )[4]

## Controversie
1. Caso M/V «Saiga»
2. Caso M/V «Saiga» (n. 2)
3. Caso del tonno pinna blu
4. Caso del tonno pinna blu
5. Caso «Camouco»
6. Caso «Monte Confurco»
7. Caso relativo alla conservazione e allo sfruttamento sostenibile della popolazione di pesce spada nell'Oceano Pacifico sudorientale
8. Caso «Grand Prince»
9. Caso «Chaisiri Reefer 2»
10. Caso dello stabilimento MOX
11. Caso «Volga»
12. Caso relativo a lavori di bonifica da parte di Singapore all'interno e nelle vicinanze dello stretto di Johor
13. Caso «Juno Trader»
14. Caso «Hoshinmaru»
15. Caso «Tomimaru»
16. Disputa relativa alla delimitazione della frontiera marittima tra Bangladesh e Myanmar nel golfo del Bengala
17. Responsabilità e obblighi degli Stati che sponsorizzano persone ed entità in relazione alle attività svolte nella Zona
18. Caso M/V «Louisa»
19. Caso M/V «Virginia G»
20. Caso M/V «ARA Libertad»
21. Richiesta di parere consultivo presentata dalla Commissione subregionale per la pesca (CSRP)
22. Caso M/V «Arctic Sunrise»
23. Disputa relativa alla delimitazione della frontiera marittima tra Ghana e Costa d'Avorio nell'Oceano Atlantico
24. Caso dell'Enrica Lexie
25. Caso M/V «Norstar»
26. Caso relativo al blocco di tre navi militari ucraine
27. Caso M/T «San Padre Pio»
28. Disputa relativa alla delimitazione della frontiera marittima tra Mauritius e Maldive nell'Oceano Indiano
29. Caso M/T «San Padre Pio» (n. 2)